# インテル X99 チップセット
インテル X99 チップセット はインテルが設計・製造したプラットフォーム・コントローラー・ハブ（PCH）である。ここでは共通のコードネームで兄弟設計となる C612 チップセット についても記述する。

## 概要
X99 チップセットは2014年8月、Haswell-E および Haswell-EP プロセッサ向けにリリースされ、 2016年5月には、Broadwell-E および Broadwell-EP プロセッサもその対象に加えられた。

X99プラットフォーム

## 参照
1. ↑  “Intel X99 Chipset (Intel DHX99 PCH)”. ark.intel.com.  Intel. 2015年4月4日閲覧。
2. ↑  “インテル C612 チップセット”. ark.intel.com.  Intel. 2024年11月閲覧。
3. ↑  “Intel C610 Series Chipset and Intel X99 Chipset Controller Hub (PCH)”. www.intel.co.jp (October, 2015). 2024年11月閲覧。
4. ↑  Ian Cutress (2014年8月29日). “The Intel Haswell-E CPU Review: Core i7-5960X, i7-5930K and i7-5820K Tested”.  AnandTech. 2015年4月4日閲覧。
5. ↑  Sebastian Pop (2014年9月9日). “Triple Performance Enabled As Intel Releases Haswell-EP Xeon E5-2600/1600 v3 CPUs with Up to 18 Cores”. softpedia.com. 2015年4月4日閲覧。
6. ↑  Hassan Mujtaba (2016年5月10日). “ASUS X99 Motherboards For Broadwell-E Unveiled – ROG STRIX X99 Gaming and X99-Deluxe II Fully Detailed”. wccftech.com. 2018年6月4日閲覧。
7. ↑  “MSI X99 motherboards now fully support Intel next-generation LGA 2011-3 Broadwell-EP”. msi.com (2016年4月4日). 2018年6月4日閲覧。
8. ↑  “Intel X99 Chipset: Product Brief” (PDF).  Intel (2014年8月29日). 2015年4月4日閲覧。